# 南圣若昂
南圣若昂是巴西圣卡塔琳娜州的一个市镇。总面积182.699平方公里，总人口6916人，人口密度37.9人/平方公里。